# Claire (club)
Club Claire was een nachtclub aan het Rembrandtplein 17 in Amsterdam, Nederland. De club opende haar deuren in oktober 2016 op de locatie van het voormalige Studio 80 en werd gekenmerkt door een intieme sfeer en een diverse muzikale programmering. In november 2019 sloot Club Claire definitief haar deuren.

## Geschiedenis
In 2016 werd het pand van de gerenommeerde house- en technoclub Studio 80 verkocht. De nieuwe eigenaren, Juri Miralles, Marlon Arfman en Julien Simmons drie van de acht Amsterdamse eigenaren, bekend van Disco Dolly en Hanneke's Boom, richtten Club Claire op met als doel een vernieuwend platform te bieden voor house- en discomuziek. De club onderscheidde zich door een kleurrijke en toegankelijke stijl, in contrast met de vaak donkere en industriële uitstraling van andere clubs in de stad.

### Sluiting
In oktober 2019 maakten de eigenaren bekend dat Club Claire in november van dat jaar zou sluiten vanwege financiële moeilijkheden. Ondanks vernieuwende programmering was de club niet in staat uit de rode cijfers te komen.

### Opvolging
Na de sluiting van Club Claire werd het pand omgevormd tot een nieuwe horecagelegenheid genaamd Oliva. Dit concept combineert een restaurant met een club, waarbij Italiaanse gerechten worden geserveerd en de ruimte later op de avond wordt omgetoverd tot dansvloer.

## Muzikale programmering
Club Claire stond bekend om haar vooruitstrevende line-ups en fungeerde als springplank voor lokaal dj-talent. Het programma omvatte genres zoals disco, house en techno en trok zowel lokale bezoekers als internationale toeristen. Tijdens het Amsterdam Dance Event (ADE) werd de club gebruikt voor optredens van artiesten als Joy Orbison, Marcellus Pittman en Maurice Fulton.

## Voorzieningen
De club bestond uit twee zalen met houten vloeren en een geavanceerd Danley-geluidssysteem. Daarnaast bood Club Claire een tostibar waar bezoekers verschillende soorten tosti's konden bestellen.